# Medisch maatschappelijk werk
Medisch maatschappelijk werk is een sociale maatschappelijke discipline.

## Beschrijving
Bij deze vorm van maatschappelijk werk zijn medisch maatschappelijk werkers, meestal verbonden aan een ziekenhuis, de patiënt en zijn naasten maatschappelijk ondersteunen, begeleiden en adviseren. Zij helpen de patiënt bij het zoeken naar mogelijkheden om met de problemen als gevolg van hun ziekte om te gaan. 

## Ontstaansgeschiedenis
In Nederland start het werk in september 1913 in het Paviljoen voor Inwendige Ziekten van het Wilhelmina Gasthuis te Amsterdam, door de verpleegkundige Heleen ter Meulen, 41 jaar oud. Ze had hiervoor een opleiding genoten in Engeland. Aanleiding tot het initiatief zou volgens medeverpleegkundige M. Kehrer, die de oprichting meemaakte, een artikel zijn van Mary E. Wesley in The American Journal of Nursing. Het doel van maatschappelijk ziekenhuiswerk was: “Alle maatschappelijke belemmeringen uit de weg te ruimen die het herstel van de uit het ziekenhuis ontslagen patiënt kunnen tegenwerken”.
In het  jaarverslag van het maatschappelijk ziekenhuiswerk van 1915 staat :”Na kennisneming van het eerste jaarverslag kwamen brieven in namens koningin Wilhelmina, de koningin-moeder en prins Hendrik, dat ze met veel belangstelling van het werk hadden kennisgenomen.” Het werk breidde zich snel uit tot andere ziekenhuizen.
Op 1 maart 1916 kwam in Amsterdam de Vereniging voor Maatschappelijk Werk in de Ziekenhuizen tot stand.  Deze vroeg en verkreeg subsidie van de gemeente maar de kosten werden te hoog. Dr. Heijermans, directeur van de Gemeentelijke Geneeskundige en Gezondheidsdienst (GG&GD) vroeg de zusters ook voor de gemeentelijke gezondheidsdienst te komen werken. Op 1 januari 1921 werd het werk overgenomen, en dus ook betaald, door de Amsterdamse GG&GD.